# Roca (Nebraska)
Roca é uma vila localizada no estado americano de Nebraska, no Condado de Lancaster.

## Demografia
Segundo o censo americano de 2000, a sua população era de 220 habitantes.
Em 2006, foi estimada uma população de 212, um decréscimo de 8 (-3.6%).

## Geografia
De acordo com o United States Census Bureau, a localidade tem uma área de 0,4 km², sem área coberta por água. Roca localiza-se a aproximadamente 370 m acima do nível do mar.

## Localidades na vizinhança
O diagrama seguinte representa as localidades num raio de 16 km ao redor de Roca.